# Plaistow (Metropolitano de Londres)
Plaistow é uma estação do Metrô de Londres na Plaistow Road no borough londrino de Newham em Londres. Fica entre as estações West Ham e Upton Park nas linhas District e Hammersmith & City, e na Zona 3 do Travelcard.

## História
A linha direta da London, Tilbury and Southend Railway de Bow para Barking foi construída de leste a oeste pelo meio da Paróquia de West Ham em 1858. Antes disso, os trens faziam uma rota mais longa para o norte via Stratford e Forest Gate na linha da Eastern Counties Railway. A nova linha foi aberta com estações inicialmente em Bromley, Plaistow e East Ham. Upton Park foi adicionada como uma nova estação a leste em 1877 e West Ham foi adicionada a oeste em 1901. A partir de 18 de maio de 1869, a North London Railway operou um serviço diário para Plaistow pela curva Bow-Bromley, terminando na plataforma de baía norte. Em 1905, o serviço mudou para uma nova plataforma de baía no lado sul. O serviço da North London Railway para Plaistow terminou em 1 de janeiro de 1916.
Com a conclusão da Whitechapel and Bow Railway em 1902, a linha foi duplicada para quatro trilhos e, por meio de serviços da District Railway (comumente conhecida como District Railway), foi possível operar até Upminster. A District Railway foi convertida para trens elétricos em 1905 e os serviços foram cortados para East Ham. A District Railway foi incorporada à London Transport em 1933 e ficou conhecida como District line.